# Sociedade de Engenharia do Rio Grande do Sul
A Sociedade de Engenharia do Rio Grande do Sul (SERGS) é um clube brasileiro localizado na cidade gaúcha de Porto Alegre.

## História
Foi fundada em 10 de junho de 1930, e a reunião de fundação, realizada no Clube Caixeral, contou com a presença de 47 engenheiros.
Ao longo de sua existência, a SERGS esteve presente em alguns dos principais momentos do Estado, como na concepção e criação do Departamento Autônomo de Estradas de Rodagem (DAER), na concepção e criação da Fundação de Ciência e Tecnologia (CIENTEC), no estudo definitivo solicitado pela Assembleia Legislativa quando da instalação do Pólo Petroquímico do Sul, na definição da localização, do modelo e da técnica construtiva da Travessia Régis Bittencourt, na solução dos problemas de poluição provocada pela Riocell, na formatação do traçado da terceira pista da free-way, entre outros.

## Sede central
O edifício sede da SERGS está localizado no centro de Porto Alegre, e possui oito pavimentos, abrigando toda a administração. Atualmente a entidade ocupa três andares, onde estão a sala da presidência, a secretaria, a gerência administrativa e financeira e a comunicação. Conta ainda com um auditório com capacidade para 100 pessoas, e uma sala para reuniões-almoço com capacidade para 30 pessoas. Os demais andares são constituídos de salas e conjuntos destinados à locação comercial.

## Sede social
A sede social está localizado na zona sul da cidade, às margens do lago Guaíba na Praia da Pedra Redonda no bairro homônimo.
Conta com uma ampla área verde e uma privilegiada vista para o Guaíba. Suas instalações contam com três salões de festas, espaço recreativo para crianças, quiosques com churrasqueiras, restaurante aberto ao público, ginásio poliesportivo, três quadras de tênis de saibro, áreas para esportes e uma escola infantil chamada O Engenheirinho.